# Giorgos Samaras
Giorgos Samaras (auch Georgios; griechisch Γιώργος Σαμαράς; * 21. Februar 1985 in Iraklio) ist ein ehemaliger griechischer Fußballspieler. Er konnte zwischen der A-Nationalmannschaft von Australien und der von Griechenland wählen. Sein in Australien geborener Vater Ioannis Samaras war ebenfalls Fußballprofi und spielte auch für die griechische Nationalmannschaft.

## Karriere

### SC Heerenveen
Samaras begann seine Karriere in Griechenland bei OFI Kreta, ging aber bald in die Eredivisie, wo er vier Jahre für den SC Heerenveen spielte. Mit nur 17 Jahren debütierte er dort in der Saison 2002/03. Er schoss – in seiner letzten Saison meist als Sturmpartner von Klaas-Jan Huntelaar – in insgesamt 128 Spielen, in denen er zum Einsatz kam, 30 Tore. Vom FC Arsenal umworben wechselte er schließlich zu Manchester City.

### Manchester City
Der Wechsel wurde offiziell zum 30. Januar 2006 vollzogen. Die Ablösesumme an den SC Heerenveen betrug rund 9 Millionen Euro.
Sein Debüt für Manchester City in der englischen Premier League (Barclays Premiership) gab Samaras am 1. Februar 2006 gegen Newcastle United, als er in der 65 Min. für Andy Cole eingewechselt wurde. Sein erstes Tor schoss Samaras am 12. Februar 2006 im dritten Spiel gegen Charlton Athletic. Das Tor erzielte er in der 53. Minute per Kopfball nach seiner Einwechslung zur Pause. Im FA Cup und in den nächsten beiden Ligaspielen stand Samaras über die gesamte Spielzeit auf dem Feld. Im Spiel gegen den FC Sunderland am 5. März 2006 schoss Samaras seinen ersten Doppelpack beim 2:1-Sieg.

### Celtic Glasgow
Mit seinem Wechsel 2008 zu Celtic Glasgow begann die bis dato erfolgreichste Zeit seiner Karriere. Viermal gewann er die schottische Meisterschaft, zweimal den Pokal und einmal den Ligapokal. In sechs Saisons erzielte er insgesamt 53 Tore. Nach der Saison 2013/14 wurde Samaras’ Vertrag nicht mehr verlängert.

### West Bromwich Albion
Am 22. August 2014 wurde der offizielle Wechsel Samaras’ zu West Bromwich bekannt gegeben.

### Rayo OKC
Im März 2016 wurde bekannt, dass Samaras sich dem US-amerikanischen Zweitligisten Rayo OKC anschloss. Nachdem das Franchise aus Oklahoma nach nur einer Saison wieder aufgelöst worden war, wechselte Samaras am 5. Februar 2017 zum spanischen Zweitligisten Real Saragossa.

### Samsunspor
Im Sommer 2017 wechselte er zum türkischen Zweitligisten Samsunspor. Dort absolvierte er 25 Ligaspiele, in denen er zwei Treffer erzielte. Nachdem sein Vertrag im Juli 2018 nicht verlängert worden war, gab Samaras im Oktober 2018 das Ende seiner aktiven Karriere bekannt.

### Nationalmannschaft

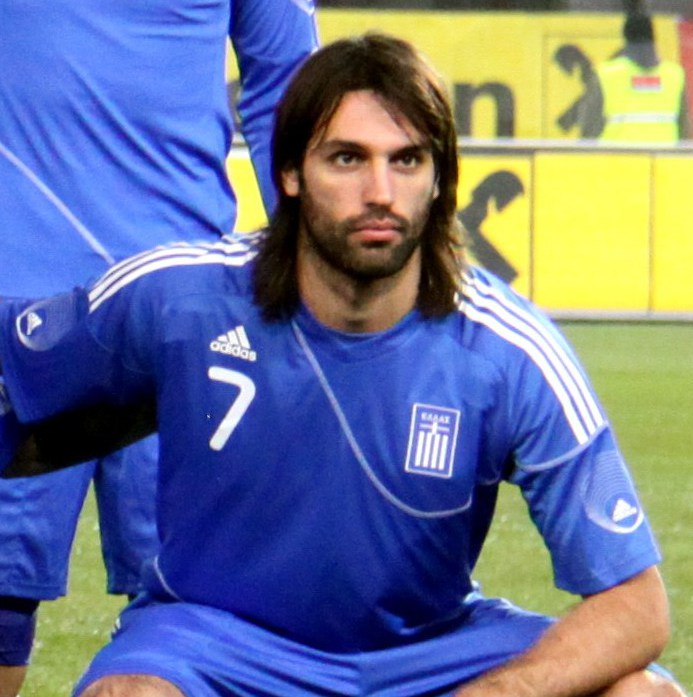
Samaras im Nationaldress (2010)

Am 23. Februar 2006 wurde Samaras erstmals von Nationaltrainer Otto Rehhagel in den Kader der griechischen Nationalmannschaft für das internationale Acht-Nationen-Turnier auf Zypern berufen. Zuvor hatte Samaras in der U-21 Griechenlands gespielt. Rehhagel stellte Samaras gleich beim ersten Spiel des Europameisters Griechenland am 28. Februar 2006 in Limassol gegen Belarus auf und ließ ihn in der Startelf debütieren. Nach einer Viertelstunde erzielte er sein erstes Länderspieltor beim 1:0-Sieg. Auch in seinem zweiten Länderspiel gegen Kasachstan war er als Torschütze erfolgreich.
Samaras war Teil des Nationalmannschaftskaders für die Europameisterschaft 2008 in Österreich und der Schweiz, die Europameisterschaft 2012 in Polen und der Ukraine sowie die Weltmeisterschaft 2014 in Brasilien.
Am 29. Juni 2014 ist Georgios Samaras mit Griechenland im Elfmeterschießen gegen Costa-Rica ausgeschieden. Im Verlauf der WM 2014 in Brasilien wurde er im Gruppenspiel gegen die Elfenbeinküste zum Man of the Match gewählt. Er verwandelte den zum Weiterkommen ins Achtelfinale notwendigen Elfmeter in der Nachspielzeit gegen die Elfenbeinküste.

## Erfolge
- Schottischer Meister: 2008, 2012, 2013, 2014
- Schottischer Pokalsieger: 2011, 2013
- Schottischer Ligapokalsieger: 2009

## Auszeichnungen
Am 15. Dezember 2014 wurde Samaras gemeinsam mit dem Fan Jay Beatty von der Greek Sports Journalists' Association für die „Botschaft der Menschlichkeit und Sensibilität, die sie weltweit aussenden“ ausgezeichnet. Samaras und Beatty erhielten einen Sonderpreis für ihren ethischen Beitrag zum Sport.